# Трећа влада Јована Ристића
Трећа влада Јована Ристића је била на власти од 1. јуна до 19. децембра 1887. (по старом календару).

## Историја
Краљ Милан је проживљавао сукоб са супругом Наталијом. Разлог су била Миланова брачна неверства, краљичино русофилство, краљево аустрофилство и сукоб око синовљевог образовања. Краљ је страховао да му Наталија жели одузети престо, те је донео одлуку да је протера из земље или да сам абдицира, претходно именујући намесништво. На ту његову одлуку Гарашанин је дао оставку. Потом је склопљен споразум краља и краљице којим Наталија и Александар одлазе у иностранство, у неку од немачких вароши, до коначне одлуке и престолонаследниковом образовању. Гарашанин је повукао оставку, али се није на власти задржао још дуго. Краљ му није могао опростити што је држао страну Наталији  те је власт предао Јовану Ристићу. Прихватио је Ристићеву идеју да се састави радикалско-либерална влада уз услов да у њу не уђу људи са робије, односно осуђени за учешће у Тимочкој буни. Ристићев програм садржао је три битне тачке: 1) приближавање Русији; 2) чување добрих односа са Аустро-Угарском; 3) промена устава у слободнијем смеру. Милан је пристао и на повратак свргнутог митрополита Михаила. Међутим, када га је Фрањо Јосиф убедио да одустане од абдикације, Милан није хтео ни да чује за повратак митрополита, а највише на шта је простао је да му се додели државна пензија.
Либерали и радикали поделили су ресоре у новој влади. Ристић је задржао министарство спољних послова, а свом пашеногу Радивоју Милојковићу поверио је унутрашње послове. Радикали су добили војску, финансије и правду. У историји нововековне Србије, ово је била прва коалициона влада, са подједнаким бројем радикалских и либералних министара. Широм земље славио се одлазак напредњака. Гарашанину су бачене каменице на прозор. По селима напредњаке су тукли и убијали. Укупно је у овим немирима убијено око 140 људи и још толико злостављано . Ристићева влада саставила је уставни нацрт који, за разлику од Устава из 1869. године, предвиђа да председништво Народне скупштине бира сама Скупштина. Потом је распуштена напредњачка Народна скупштина, а нови избори расписани су за 29. септембар 1887. године. Напредњаци нису ни учествовали на изборима, те се развила политичка борба између две преостале партије. Радикали и либерали однели су приближно једнак број гласова (уз посланичка места које је краљ додао либералима).
Ристић није дуго остао на челу владе. Радикали, потпиривани и од краља који је од Аустрије притиснут да свргне Ристића, објавили су у штампи ултиматум председнику владе да сместа смени Радивоја Милојковића. Ристић је био спреман да жртвује свог пашенога, као што је раније жртвовао митрополита Михаила. Међутим, краљ му је одговорио да таква влада, у којој се председник одриче својих министара, не би била стабилна. Изгубивши подршку краља, Ристић је дао оставку (29. децембар 1889. године).

## Чланови владе
| Функција                                                  | Слика       | Име и презиме         | Детаљи                       |
| --------------------------------------------------------- | ----------- | --------------------- | ---------------------------- |
| Председник министарског савета и министар иностраних дела |             | Јован Ристић          |                              |
| Министар унутрашњих дела                                  |             | Радивоје Милојковић   |                              |
| Министар правде                                           |             | Јован Ђ. Авакумовић   |                              |
| Министар финансија                                        |             | Михаило В. Вујић      |                              |
| Министар просвете и црквених дела                         |             | Алимпије Васиљевић    |                              |
| Министар војни                                            |             | Анта М. Богићевић     | вршилац дужности, до 3/15.6. |
| Министар војни                                            | Сава Грујић |                       |                              |
| Министар грађевина                                        |             | Пера Велимировић      |                              |
| Министар народне привреде                                 |             | Светозар Милосављевић |                              |